# Sundance Kid
Harry Alonzo Longabaugh, mais conhecido pelo epíteto Sundance Kid (Estados Unidos da América, 1870 - Bolívia, 1908), foi um célebre fora-da-lei dos Estados Unidos da América.

## Biografia
Nascido em 1870, na cidadezinha de Sundance (cujo nome adotou), Harry saiu de casa aos 15 anos, iniciando sua vida de fora-da-lei. 
Após amargar uma prisão por roubo de cavalo, juntou-se a outros bandidos que agiam na parte central do estado de Wyoming, não tardando a se destacar por ser "rápido no gatilho". Ficou com eles até conhecer Butch Cassidy, com quem passou a formar uma dupla que se tornaria lendária.
Por volta de 1901, na companhia de sua namorada, Etta Place, e de Butch, migrou para a América do Sul, praticando assaltos na Argentina, Bolívia, Peru e Chile. 

### Morte
A morte de Sundance é motivo de disputa por parte de historiadores. Em 3 de novembro de 1908, dois bandidos estadunidenses (possivelmente Cassidy e Kid) roubaram 15 mil pesos bolivianos de funcionários que transportavam o pagamento de trabalhadores locais. Na fuga, os bandidos ficaram em uma pensão próximo de San Vicente. Quando o dono da local suspeitou dos dois, este comunicou a um funcionário do telégrafo, que notificou uma pequena unidade do exército. Em 6 de novembro, os bandidos foram cercados pelo prefeito da cidade, oficiais e três soldados para efetuar suas prisões.
Após um combate que deixou um soldado ferido e outro morto, a polícia e os soldados ouviram um homem gritar de dor. Minutos depois, um tiro foi disparado, terminando com os gritos. Logo após, outro tiro foi ouvido. Na manhã seguinte, os dois foram encontrados mortos. Na época especulou-se que o homem que gritava de dor levou um tiro de misericórdia de seu companheiro, que mais tarde se suicidou. A polícia boliviana não soube identificar o nome dos dois e os enterrou em um cemitério próximo ao local do incidente.
Relatos que apontam para o retorno de Kid aos Estados Unidos são comuns. O principal diz que Longabaugh usou o nome de William Henry Long e viveu em Duchesne até sua morte, em 1936. Os restos de Long foram exumados em 2008 e um teste será realizado para determinar se ele foi Harry Longabaugh.

## Sundance Kid no cinema
- Butch Cassidy and the Sundance Kid

Filme estadunidense de 1969, dirigido por George Roy Hill.
Sundance Kid é vivido pelo ator Robert Redford
- Butch and Sundance: The Early Days

Filme estadunidense de 1979, dirigido por Richard Lester.
Sundance Kid é vivido pelo ator William Katt.
- Outlaw Trail: The Treasure of Butch Cassidy

Filme estadunidense de 2006, dirigido por Ryan Little.
Sundance Kid é vivido pelo ator Michael Van Wagenen.